# 地形学

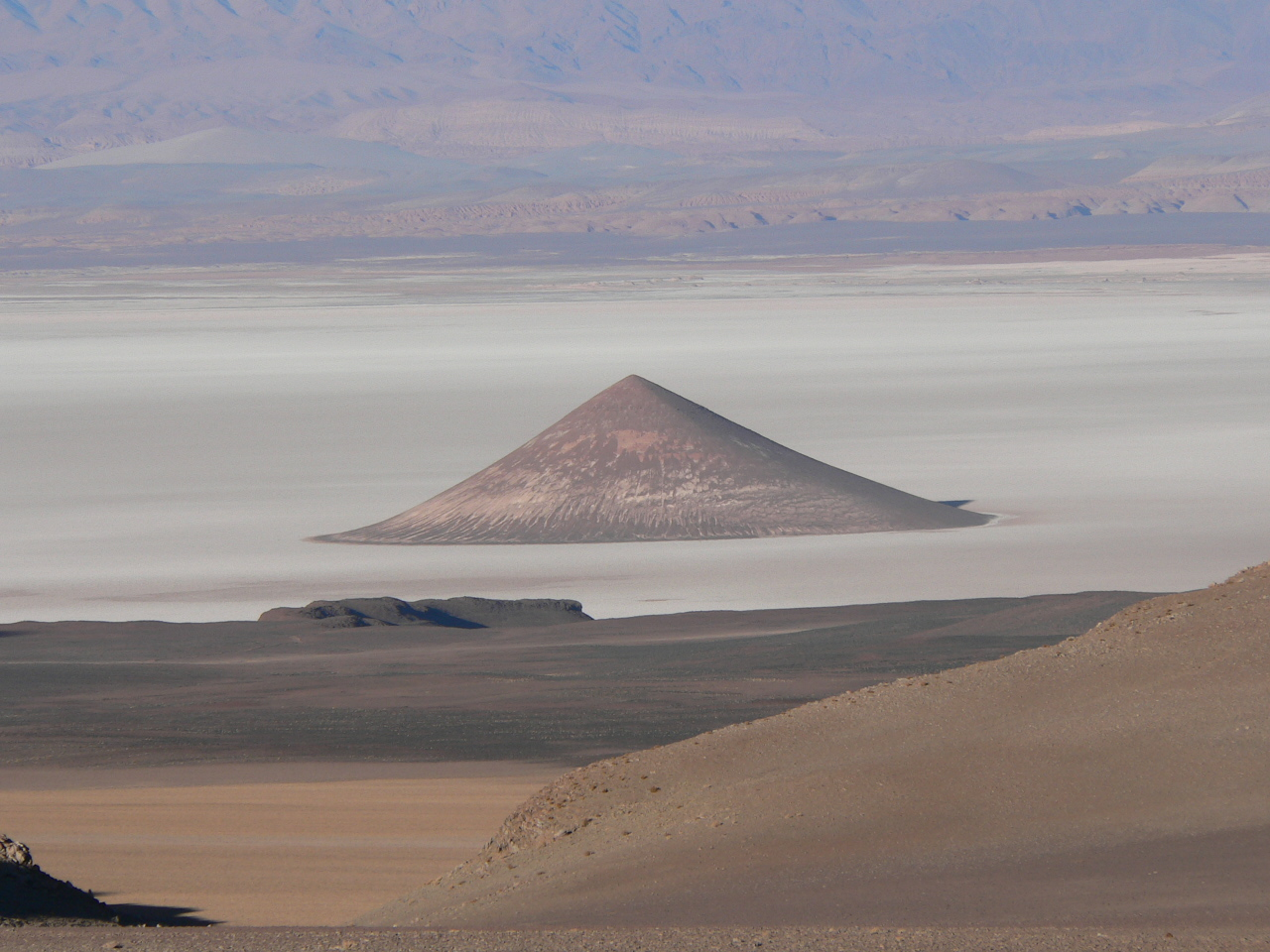
成層火山

地形学（ちけいがく、英語: geomorphology）は、地球の表面上を構成するあらゆる地形の記載・分類・成因などを研究する分野で、自然地理学の一分野でもあり、地球科学の一分野でもある。
19世紀末期に地質学、自然地理学の一分野としてはじめられ、20世紀後半には独立の学問領域として発展した。
地形学は、火山地形学、変動地形学、河川地形学、海岸地形学、氷河地形学などの分野をもつ。

## 概要
地形の形成や変化のメカニズムを解明する学問。土壌学、岩石学、鉱物学、地質学、水文学、岩盤力学、地盤工学などの諸分野とも密接で、学際的色彩の濃い学問である。地形学は、ハザードマップや活断層図の作成による防災・減災計画などで社会的に貢献している。
地形の理解のためには、地球表面の形態を理解するとともに、地形の形成プロセスや構成物質、地形の形成史の理解も求められる。地形学の中でも、地形の形成の原理をもとに地形を理解しようとする学問をプロセス地形学あるいは地形プロセス学（英語: process geomorphology）といい、地形変化を営力（内的営力・外的営力）、地形の構成物質、地形変化の継続時間を検討して地形を定量的に理解しようとする。一方、地形の形成史をもとに地形を理解しようとする学問を発達史地形学（英語: historical geomorphology）という。
地形と地形変化については古代から記録されていたが、近代科学として地形学が成立したのは18世紀末である。近代地形学において当初は地質学との関係性が強かった。約100年前にウィリアム・モーリス・ディヴィスにより地形学は発展し、ディヴィスは地形輪廻を提唱している。一方グローブ・カール・ギルバートや谷津栄寿のように、定性的な説明にとどまらずに地形を力学的な説明から定量的に理解しようとする地形学者が近年は増えている。
日本における地形学の研究成果は主に日本地理学会、日本第四紀学会などで発表されてきたが、1980年以降は日本地形学連合での発表が多くなった。国際的な組織としては国際地形学会がある。
地形学の最終目標に関して、例えば鈴木隆介は「地球上の任意地点における将来の地形変化（極論すれば高度変化）の定量的予知である」と主張している。特に地形学公式の構築によって、例えば地球温暖化などの環境変化に対する地形変化の応答を定量的に評価できる。ただし、地形プロセスが定量的に扱われた例は少なく、構築された地形学公式も実際は限定されたものである。また、地形の名称などが統一されていないなど地形学における課題は21世紀でも多い。

## 学史
各国の近代的な地形学は、19世紀の欧米における地形学を嚆矢とすることが多い。新興国では旧宗主国の地形学の影響が強いが、国際地形学会の人的交流を背景に、近年では独自の発展を遂げる国も多い。

### 世界の学史
地形の科学的認識の萌芽は古代に遡る。例えばヘロドトスは、ナイル川の三角州に関して沖積作用による地形の形成過程を記述しており、河川・地震・海面変動が地形へ与える影響を認識していた。また、アリストテレス、ストラボン、セネカらは、河川や地殻変動などの地形学的な意義を現代的感覚で認識していた。中世になると、レオナルド・ダ・ヴィンチによる、河川の侵食・堆積作用や岩石の硬軟を反映した差別侵食の概念も生まれた。しかし、15世紀から17世紀の時代は、天変地異説が謳歌し、地形や地質の科学的理解は停滞していた。
18世紀になると、ジェームズ・ハットンが天変地異説を覆して斉一説を唱え、「現在は過去を解く鍵（The present is the key to the past）」の名言を残した。斉一説の理解者であったジョン・プレイフェアは、斉一説を流布するとともに、河川地形に関する新見解（後に「プレイフェアの法則」と呼ばれる）を述べた。プレイフェアによる水流の協和的合流は、地形が次第に変化するというシステムに基づく表現であった。そして、チャールズ・ライエルの著書『地質学原理（Principle of Geology）』によって、地形学は地質学とともに近代科学の仲間入りを果たした。『地質学原理』には、地形の形成と変化にかかわる例が述べられており、ライエルは現代に繋がる地質年代論の基礎をつくったといえる。
19世紀においては、氷期の認識が特筆すべき進歩として挙げられ、山岳氷河や大陸氷床の地形学的意義が認識された。また、植民地拡張時代に西欧人が世界各地を旅行したことで、地質・地形学的知識が急増し、それらを基礎としてアルブレヒト・ペンクが種々の地形を成因的に説明した。地形学に関する重要な貢献の多くがベルリン大学地理学教室で生まれ、ペンクは1894年に地形学の最初の成書である『地表の形態学（Morphologie der Erdoberfläche）』を出版した。
その後、地形学はアメリカで著しく進歩し、ジョン・ウェズリー・パウエル、グローブ・カール・ギルバート、クラレンス・エドワード・ダットンなどが西部開拓のため北米各地を調査したことで、多くの地形学的知識が得られた。特にギルバートは、河川の凹状縦断面形を流量と勾配に関係した侵食力に対応させるなど、後の営力論の原点の一つとなった。これらの知識は、ウィリアム・モーリス・ディヴィスによって「侵食輪廻説」に統括された。侵食輪廻説は、湿潤温帯地域における山地の河川侵食による経時的変化を輪廻という形で整理したもので、地形変化は3変数（作用・構造・時期）に制約されるとしている。ディヴィスの説は「ディヴィス地形学」と呼ばれ世界的に流布し、近代地形学の嚆矢と称された。しかし、その記述は演繹的かつ定性的であったため、後に多くの批判があり、ダグラス・ジョンソンの海岸地形研究やチャールズ・コットンの地形一般の精細な記述で修正された。当時は、広域にわたる平坦な地表面の成因が陸上における侵食・堆積なのか海域における平坦化作用なのかという問題が存在しており、地殻変動が短時間で終わるとしたディヴィスの考えもこの頃は必ずしも明確でなかった。
なお、初期の地形学では、地形の分布と分類を主な問題としていたが、侵食営力で固有の地形が生じることは知られていた。この点は、レジーム理論（農業用水路の保持に関する）とも関係し、水流の特性や気候条件との関連から、1920年代以降のヨーロッパにおける営力論的な見方を生む素地となり、1950年代のフランスを中心とする気候地形学に繋がった。
第二次世界大戦の時代では、実用的必要性から多方面の研究者・技術者によって地形の定量的研究が行われ、ラルフ・バグノルドの飛砂と風成地形の研究はその代表例である。戦後は、冷戦に関連して空中写真測量や原子力潜水艦運用のための海底地形測量が進み、世界的に陸上と海底の地形が高精度の地形図で表現されるようになった。アメリカではロバート・ホートンを始祖とする流域地形の定量的研究がアーサー・ストレーラーやスタンリー・シャムらによって進展し、多くの法則が確立された。他方、イギリスやスウェーデンでは地形プロセス学が、他のヨーロッパ諸国では空中写真判読による地形分類図の作成が各々隆盛となった。
1947年にアメリカのウィラード・リビーによって放射性炭素年代測定が開発され、地層や火砕流堆積物の堆積年代が測定され始めた。その後、各種の年代測定法が開発され、時間尺度が定性的な相対年代から定量的な放射年代で記述され始め、地形発達史研究の精度向上に寄与した。一方で、侵食地形の研究は地形量相関論にとどまって低迷しており、日本では谷津栄寿の「岩石制約論」提唱へと繋がる。
1960年代から古地磁気の時間的・空間的変化や海底地形など地球物理学の調査・研究から、海洋底拡大説やプレートテクトニクスが提唱され、巨地形（大陸・大洋など）をはじめ活構造・火山活動の原因が説明されるようになり、変動地形学が著しく進歩した。
1950年代以来は、人工衛星の活用技術が飛躍的に進歩し、衛星画像の解析・GPS測量によって地球全体の地形が正確に把握できるようになった。また、航空レーザ測量による等高線図が作成され、地形の形態的特徴が精密に把握されるようになった。さらに、GPS技術の進歩により、広域的な地殻変動や地すべり移動などが連続的に観測されるようになり、「動態地形学」が生まれつつある。
1970年代以降のプロセス地形学の研究は、イギリス・アメリカ・日本が中心的であるといわれている。
このように、地形学は科学と技術の進歩によって、定性的から定量的な学問となり、地形の発達史や形成プロセスが実体的に解明されるようになりつつある。

### 日本の学史
近代科学としての地形学は、他の分野と同様に明治維新以降における、欧米科学の輸入に伴う地学関係の用語の和訳に始まる。地形学の教育は1902年に東京大学地質学科で開講された山崎直方による『地理学』を嚆矢とし、1907年に京都大学地理学講座、1919年に東京大学地理学科の創設によって本格的に始まった。ディヴィスの『地形の説明的記載（Die erklärende Beschreibung der Landformen）（1912年）』が導入されて、日本での地形の記載的研究が始まったが、その主な担い手は東京大学地質学科や、東京高等師範学校の卒業生であった。1924年に辻村太郎の『地形学』が日本で最初の地形学専門書として出版され、地形学が日本で衆知されるようになる。1923年の関東地震に触発されて、地殻変動の地形学的研究が進展し、輸入学からの脱皮が始まる。1925年に日本地理学会が創設され、学会誌「地理学評論」が地形研究の主要な発表の場となり、地理学や地理教育の普及に役立った。1929年東京文理科大学に国立大学として3番目の地理学教室が開設されるなど、次第に地質学科ではなく地理学科を卒業した地形学徒が増加した。一方で、地質学科で地形学が教育されなくなったため、以後の地質学徒の地形学に関する知見は限定的かつ古典的なものになった。5万分の1地形図の全国的整備により野外調査や地形計測が進展し、また東アジアや南洋地域での海外地形調査も行われたが、第二次世界大戦のために研究は中断した。
戦後、1949年に新制大学として多くの国公私立大学が発足し、それらに地理学科や地理学専攻が開設されて、地形学の教育・研究が急速に発展し始めた。特にカスリーン台風などによる地形災害に地形学者が関心をもち、米軍撮影の空中写真が利用できるようになったこともあって、写真判読により地形分類図が作成され始めた。その成果の一つとして伊勢湾台風における浸水範囲が三角州にほぼ一致し、予測どおりになった事例が挙げられる。この成果は建設省地理調査所が国土地理院に昇格する契機の一つとなった。国土地理院は空中写真を撮影し、それを図化した2万5000分の1地形図を全国的に整備したことで、これらは地形研究に活用された。発達史的研究（低地・段丘・火山地形・活断層地形・高山地形・地すべり地形など）も空中写真判読を基礎に、テフロクロノジーや絶対年代測定法の進歩と相まって高精度で進められ、1956年創設の日本第四紀学会などで活発に発表された。しかし、地形発達史論的研究の論拠は地形面とそれを構成する堆積物の認定（地形面学）だったので、地形面を伴わない侵食地形の研究は遅れていた。そこで、1950年代に東京教育大学の地形営力談話会を中心に、侵食地形を扱うプロセス地形学が活発に始められた。そのため、1960年代までは地形発達史と地形営力論が日本地形学の両輪と呼ばれた。前者は東京大学系、後者は東京教育大学系の研究者によって進展したといわれる。しかし、両者の概念・定義など地形学の体系化に関する本質的議論はほとんどされなかった。それらの学界事情を反映して、谷津栄寿は地形物質の岩石物性を重視すべきとした「岩石制約論」を1966年に提唱した。それを契機に、1960年代後半から若手研究者らは、侵食地形（海岸・河谷・斜面・丘陵・山地など）に関連した岩石物性を野外や室内で測定し、削剥過程や風化の定量的研究を実施するようになる。日本の岩石制約研究は世界の最先端を進むようになり、各種の地形の形成過程に関する実証的研究は、地形学公式の形で、実体的かつ定量的に論じられるようになった。
1970年代からは、若手地形学徒による独創的な研究が精力的に展開しはじめ、現在の地形プロセスについても砂浜海岸・海岸砂丘・土石流などで現地観測が進められた。地形発達史の分野では、変動地形・海水準変動・低地・周氷河地形・火山地形・海岸砂丘などが精査されはじめた。
一方、自然災害や社会基盤整備に関連して、地理学科以外の理学・工学・農学などの学科を卒業した科学者・技術者も地形に深い関心を寄せ始めた。それら関連分野間の交流によって、1979年に地形とそれを関連する諸現象を共通の課題とする日本地形学連合（JGU）が創設された。日本地形学連合 (2017)によれば、JGUは「世界でもユニークな」地形学会として注目され、その機関誌『地形』掲載論文も海外で多く引用されているという。なお、国際地形学会の主催した2001年の第5回国際地形学会議は、東京で開催されている。以後、世界的に活躍する日本人地形学者が増加し、21世紀になってからの日本地形学は地形学の諸分野のほとんどをカバーし、世界でも先進的な地位を得つつある。また、国内でも地形学の社会的普及や応用地形学・地形工学的観点での社会的貢献が進展しつつあり、例えば応用地形判定士資格検定制度の発足などは、その代表例である。

## 分類
地形学の体系的な分類については議論が少なく、世界的な分類はまだ確立されていない。しかし、以下のように研究目的別に4つに細分化するような提唱が知られている。なお、これらの分野は相補的関係にある。

### 純粋地形学
単に地形学とも。地形の物理的・歴史的・地理的な三側面の分類基準に対して、次の3つに細分される。
1. 地形過程論、プロセス地形学、地形プロセス学
地形の物理的属性（形態的特徴の成因）が対象。地形の形成の原理をもとに地形を理解しようとする学問で、地形変化を営力（内的営力・外的営力）、地形の構成物質、地形変化の継続時間を検討して地形を定量的に理解しようとする。地形学公式など概念構築がその成果例。
2. 地形発達史論、発達史地形学
地形の時間的属性（歴史的変化）が対象。地形の形成史をもとに地形を理解しようとする学問。地形学図、古地理図、地形発達編年表などがその成果例。
3. 地形誌論
地形の空間的属性（地理的差異）が対象。地形の形態的特徴の地理的差異を記述し、各地域の地形の特徴を把握する学問。地形図、水系図、地形断面図、地形量分布図、地形種分布図、形態要素相関図などがその成果例。
他にも、純粋地形学には上記と別の分類基準が次のように複数ある。
A. 地形の属性別
例：地形形態論、地形場論、地形営力論、地形物質論、地形時間論など。
B. 地形種と地形過程別
例：火山地形学、変動地形学、河川地形学、海岸地形学、氷河地形学など。
C. 認識手段別
例：野外地形学、野外・室内実験地形学、理論地形学、空中写真地形学、DEM地形学など。

### 応用地形学
地形を使い、地形以外の事象の空間的・時間的変化を説明して、過去及び将来の地形変化を推論する（地形学的方法）学問。地殻変動論、海水準変動論、古環境論、地盤判別論、水文環境論、自然災害予測論、空中写真地質学などがその成果例。

### 地形工学
地形の保全・改造法の理論と技術を研究する学問。現状では応用地質学、土木工学、砂防工学などが主体を担っており、地形に調和した建設計画・防災計画に成果がある。

### 地形解析学
地形以外の事象の制約要因として、成因を問わずに地形の特徴（高度分布・形態など）を記述・解析する。地形図読図、地形計測、各種の写真判読、GIS・DEMなどの技術が活用される。地形の解析は地理学以外でも、農学、生態学、航法工学、防衛学など諸分野にて行われている。

## 地形学の基本用語
地形物質
地形構成物質の略で、地表物質と同義。土や岩石のこと。地形学的には、岩石名よりも岩石物性が重要となることが多い。地形物質の特性や、特性による地形形成作用への影響を定量的に把握する研究法を「地形物質科学」と呼ぶ。
地形営力
単に営力ともいう。地形物質を移動させる能力のある自然現象の総称。内的営力と外的営力に分けられる他、重力も営力に含む。比較的短い時間において、地形の形成・変化のメカニズムを解明する研究法を「地形営力論」と呼ぶが、営力だけでは地形を説明できないことが多く、本来ならプロセス地形学と呼ぶべきものである。
時間
地形形成に必要な継続時間あるいは地形変化に要する時間。地質学的長時間に重点をおき、地形の歴史的変遷過程を編む研究法を「発達史地形学」と呼ぶ。
以上の地形物質・地形営力・時間は、地形の形成や変化にかかわる三要因として知られる。しかし、地形学の歴史上、最初から三要因の全てを用いて地形の説明がなされた訳ではなく、従来は地形物質科学・地形営力論・発達史地形学などのように重点が置かれていた。
地形プロセス
地形形成過程、地形過程、地形形成作用ともいう。地形物質に地形営力がはたらいておこる種々の作用、あるいは地形形成や地形変化の仕組みのこと。外的営力による地形プロセスとして、風化・侵食・運搬・堆積などの諸作用が挙げられる。地形物質の移動過程を定量的・実証的に解明する研究法を「プロセス地形学」と呼び、これには地形物質科学が密接に関連する。
地形学公式
地形量とそれを制約する変数との関係を表した実験式・理論式の総称として1990年に鈴木隆介が提唱した概念用語。地形物質・地形営力・時間の三要因を関数として示したもので、地形学における定量化の例である。一般にQ = f(S, A, R, t)である。ここで、Q=問題とする地形量、S=地形場の地形量、A=地形営力、R=地形物質、t=地形営力の継続時間を示し、Q以外は単数または複数の物理量で示される。長期間の地形変化を扱う場合には、地質学的絶対時間をTとすれば、t = f (T) とみなせるから、Q = f(S, A, R, T)と書き換えられる。これらの変数のうち、どれかが欠けている公式は、その変数が一定とみなせる場合のみ成り立つ。また、この公式を解くためには、営力や地形物質を定量的に扱う必要がある。鈴木は、地形学の最終目標に接近するには地形学公式の確立が不可欠であるとする。
地形量
地形の形態要素を定量的に表現したもの。地形の距離、高さ、傾斜、面積、体積など。地形量を時系列で分析することにより、地形変化を追うことが可能である。地形量は地形学者が伝統的に地形図や空中写真を駆使して把握してきた。